# إدي روبنسون
إدي روبنسون (بالإنجليزية: Eddie Robinson) (19 يونيو 1978 أورلاندو الولايات المتحدة - ) هو لاعب كرة قدم أمريكي يلعب كمدافع.

## وصلات خارجية
إدي روبنسون على موقع الدوري الأمريكي (الإنجليزية)
- إدي روبنسون على موقع قاعدة بيانات كرة القدم.إي يو (الإنجليزية)
- إدي روبنسون على موقع ناشيونال فوتبول تيمز (الإنجليزية)
- إدي روبنسون على موقع Soccerway.com (الإنجليزية)
- إدي روبنسون على موقع عالم كرة القدم.نت (الإنجليزية)